# Dudley Maurice Newitt
Dudley Maurice Newitt (28 avril 1894 - 14 mars 1980) est un ingénieur chimiste britannique qui reçoit la médaille Rumford en 1962 en reconnaissance de ses « contributions remarquables au génie chimique ».

## Biographie
Newitt est né à Londres et commence à travailler comme assistant chimiste pour Nobel en Écosse. Pendant la Première Guerre mondiale, il sert dans le East Surrey Regiment et reçoit la Croix militaire.
Il épouse Aliex Schaeffer en 1919, mais elle meurt en couches en 1923 et le bébé est mort-né. En 1933, il épouse Doris Garrod, et ils ont un fils et une fille.
En 1921, il obtient un baccalauréat ès sciences de première classe en chimie du Royal College of Science de Londres et poursuit des études de troisième cycle en génie chimique à l'Imperial College de Londres. Pendant la Seconde Guerre mondiale, il est directeur scientifique  du Special Operations Executive chargé du développement des technologies de sabotage et d'espionnage. Au cours de cette période, il est élu membre de la Royal Society.
En 1945, il est nommé professeur de génie chimique à l'Imperial College. En 1952, il est nommé chef de département, responsable du nouveau bâtiment (achevé en 1967). Il est nommé pro-recteur du collège en 1956 jusqu'à sa retraite en 1961. Il est décédé le 14 mars 1980 à Farnham, Surrey.